# Лугдунска Галия
Лугдунска Галия (на латински: Gallia Lugdunensis; на френски: Gaule Lyonnaise) е провинция на Римската република, а по-късно и на Римската империя с център в град Лугдунум (дн. Лион). Провинцията заема и администрира територията на съвременна северна Франция. В началото граничи на североизток (по реките Сена и Марна) с провинция Белгика, а на юг, по река Гарона – с провинция Аквитания. При административната реформа на Октавиан Август земите между Гарона и Лоара са присъединени към Галия Аквитания, а източната ѝ част влиза в състава на новата провинция Горна Германия. Има статут на императорска провинция.
Лугдунска Галия влиза в състава на римската държава след завоюването ѝ от Юлий Цезар (т.нар. Галска война). Много бързо е романизирана, и в последващите времена съхранява верността си към Рим при борбата с германските племена. Важни селищни и пазарни центрове в ровинцията са:
През 68 г. Галия е център на въстанието на пълководеца Гай Юлий Виндекс, довело до падането на Нерон и началото на смутните времена, предшестващи утвърждаването на Веспасиан. Реформата на Диоклециан от 295 г. причислява провинцията към Диоцез Галия.
Управлявана е от губернатори с титла проконсул, а след Принципата главният провинциален администратор и императорски наместник е военната титла легат:
Мандатът на Сиагрий в Соасон бележи края на римската власт над региона за сметка на Франкското кралство на Хлодвиг I.
- Римската провинция Лугдунска Галия около 58 пр.н.е.
- Северозападни галски племена
- Цезародунум на Пойтингеровата карта
- Баните във Виндунум, реконструкция
- Арената на Лутеция
- Стела от Кондате Риедонум
- Хипокост – система за подово отопление, Арегенва
- Каменно укрепление на Цезародунум
- Свети Мартин от Тур дарява наметалото си, Антонис ван Дайк
- Хунска кампания в Галия и битката на Каталаунските полета